# Elaioplasto
Gli elaioplasti sono dei tipi di leucoplasti specializzati nell'immagazzinare lipidi. Gli elaioplasti conservano corpi oleosi sotto forma di plastoglobuli arrotondati, che sono essenzialmente delle gocce di lipidi. Essendo una varietà dei leucoplasti, gli elaioplasti non sono pigmentati, e sono compresi nella più grande categoria degli organelli dei plastidi delle piante.

## Compara
- Plastidi
  - Cloroplasti ed ezioplasti
  - Cromoplasti
  - Leucoplasti
    - Amiloplasti
    - Lipidoplasti
    - Proteinoplasti
    - Aleuroplasti